# Kitione Kamikamica
Kitione Kamikamica (República de Fiyi, 27 de abril de 1996) es un jugador profesional fiyiano de rugby que se desempeña en la posición de ala abierto en Racing 92, equipo perteneciente a la liga Top 14.

## Carrera
Kamikamica es un jugador de formación francesa (JIFF). Comenzó su carrera deportiva con el equipo Union Bordeaux Bègles, en el cual jugó cuatro temporadas (2014-2018), después pasó a Rugby Club Vannes (2018-2019), luego a Club Athlétique Brive-Corrèze (2019-2022), posteriormente a Racing 92, donde lleva jugando dos temporadas.